# アーギュスト・マルムストレム
アーギュスト・マルムストレム（August Malmström。1829年10月14日 - 1901年10月18日）は、19世紀に活躍したスウェーデンの画家。

## 略歴
エステルイェータランド県の代々、大工もかねる農家に生まれた。近傍の教会の内装など実家の仕事を手伝っているうちに絵の才能を示し、家族から少ない学資を与えられて、1849年11月に21歳でストックホルムのスウェーデン王立美術院に入学を認められた。
王立美術院でも才能を示し、さまざまな援助を受けて、修行を続けた。1855年の外国への留学奨学資金が得られる展覧会に参加するが、それには入選しなかった。この時期、スウェーデンより進んだ美術教育が行われていたデュッセルドルフ美術アカデミーに北欧の美術家たちは留学するようになっていてマルムストレムも1856年から2年間、デュッセルドルフで修行した。デュッセルドルフで描いた絵画をスウェーデンの展覧会に出品し、賞を受賞し王立美術院から海外留学の資金援助が得られるようになった。デュッセルドルフでは、ノルウェー出身の画家、ハンス・フレデリック・ギューデ（Hans Fredrik Gude）に学び、しばらく訪れたパリではトマ・クチュールに学んだ。
1859年から1860年の間と1863年にはイタリアも旅し、1864年にスウェーデンに帰国し、美術院の会員となり、1867年に美術院の教授職についた。1887年から1893年は美術院の美術学校の校長を務めた。油絵だけでなく、新聞やペテル・クリスティン・アスビョルンセン、ザクリス・トペリウスの著作などの挿絵も描いた。

## 主な作品

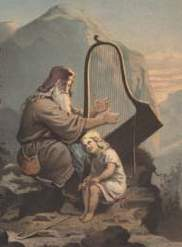
Aslaug 1850
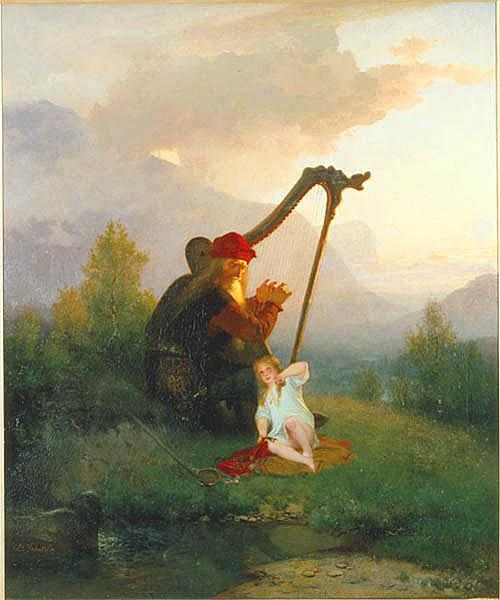
Kung Heimer och Aslög 1856
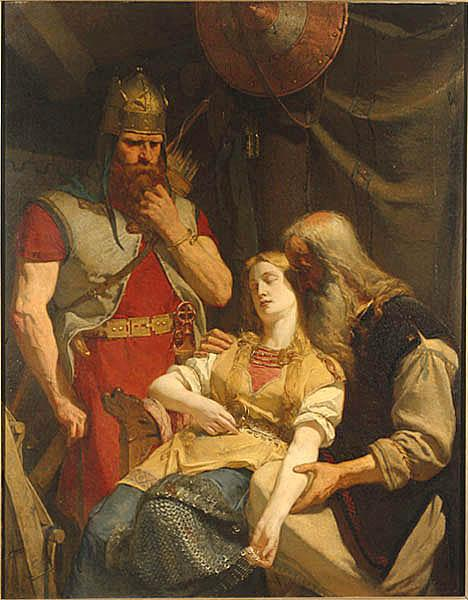
Orvar-Odd relates of Hjalmar's death 1859
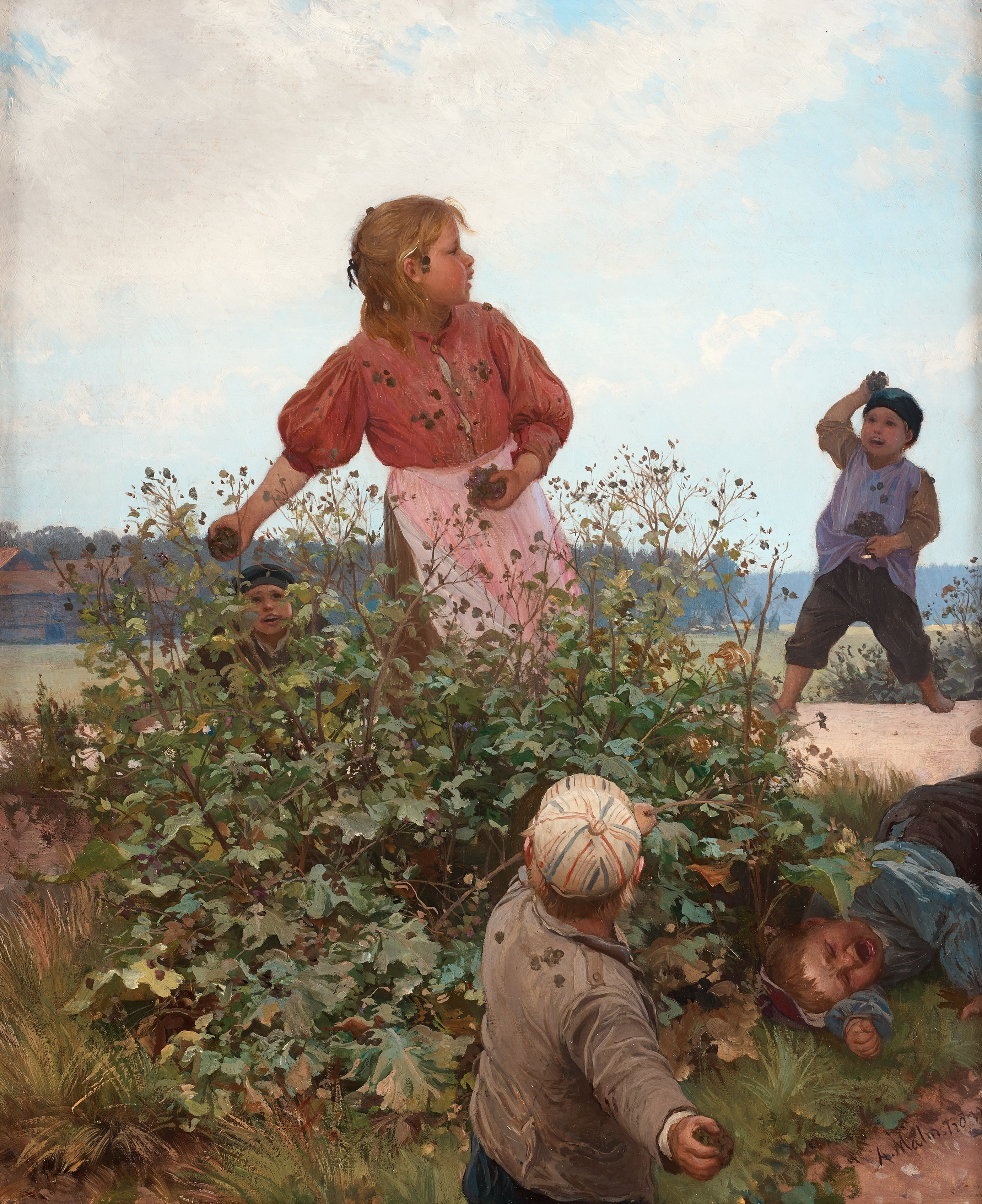

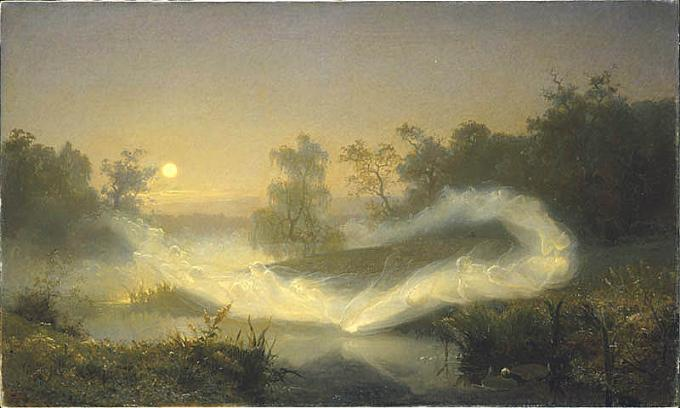
Älvalek 1866
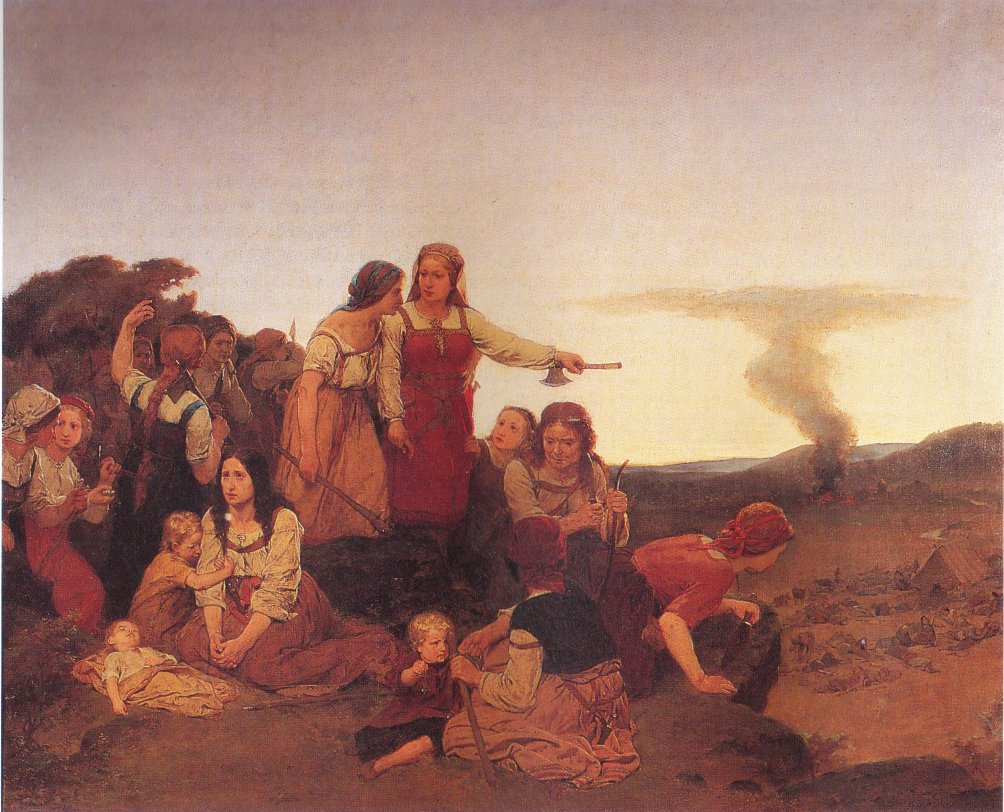
Blenda
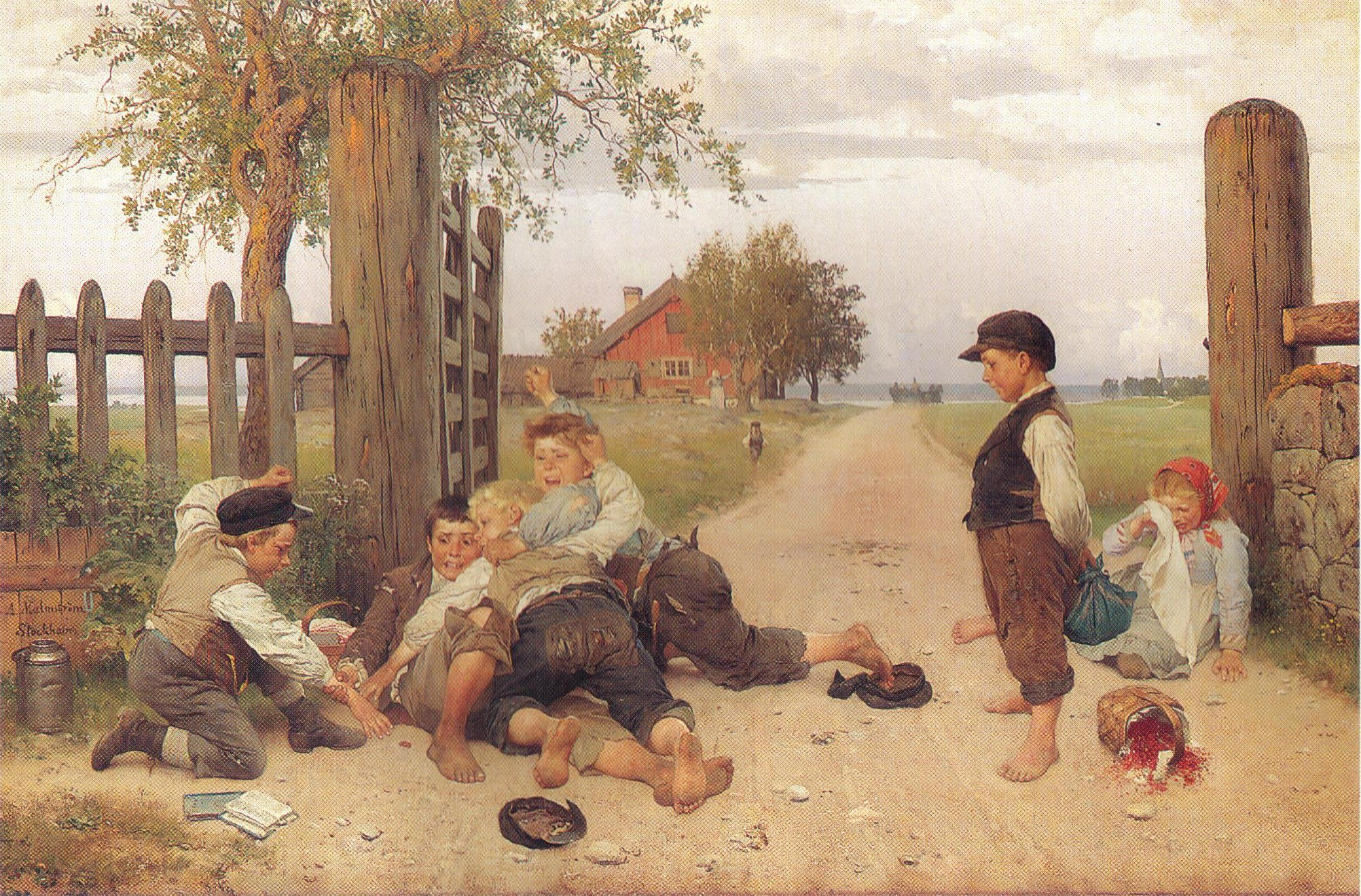
Grindslanten 1885